# Murindó (kommun)
Murindó är en kommun i Colombia.   Den ligger i departementet Antioquía, i den nordvästra delen av landet, 400 km nordväst om huvudstaden Bogotá. Antalet invånare är 3 736. Arean är 1 349 kvadratkilometer.
Terrängen i Murindó är varierad.